# EuroLeague 2006/07
Die Saison 2006/07 war die 7. Spielzeit der EuroLeague unter Leitung der ULEB und die insgesamt 50. Saison des bedeutendsten Wettbewerbs für europäische Basketball-Vereinsmannschaften, der von 1958 bis 2000 von der FIBA unter verschiedenen Bezeichnungen organisiert wurde.
Den Titel gewann Panathinaikos Athen. Für die Griechen war es der zweite Titelgewinn.

## Hauptrunde

### Vorrunde
In dieser ersten Phase traten die 24 Mannschaften aufgeteilt in drei Gruppen (A bis C) in Heim- bzw. Auswärtsspielen gegeneinander an bis ein jedes Team 14 Spiele absolviert hatte. Für die nächste Runde qualifizierten sich die fünf besten aus jeder Gruppe sowie der beste Gruppensechste.

### Gruppe A
| Team                    | Sp | S  | N  | P+   | P-   |
| ----------------------- | -- | -- | -- | ---- | ---- |
| 1. TAU Ceramica         | 14 | 12 | 2  | 1165 | 1025 |
| 2. Dynamo Moskau        | 14 | 10 | 4  | 1100 | 1032 |
| 3. Olympiakos Piräus    | 14 | 10 | 4  | 1165 | 1112 |
| 4. Efes Pilsen Istanbul | 14 | 8  | 6  | 1081 | 1031 |
| 5. Prokom Trefl Sopot   | 14 | 5  | 9  | 1021 | 1063 |
| 6. Climamio Bologna     | 14 | 5  | 9  | 1115 | 1176 |
| 7. Le Mans Sarthe       | 14 | 4  | 10 | 985  | 1041 |
| 8. RheinEnergie Köln    | 14 | 2  | 12 | 1032 | 1184 |

### Gruppe B
| Team                   | Sp | S  | N | P+   | P-   |
| ---------------------- | -- | -- | - | ---- | ---- |
| 1. Panathinaikos Athen | 14 | 11 | 3 | 1128 | 1036 |
| 2. Maccabi Tel Aviv    | 14 | 8  | 6 | 1230 | 1177 |
| 3. Joventut Badalona   | 14 | 7  | 7 | 1112 | 1049 |
| 4. Unicaja Málaga      | 14 | 7  | 7 | 1001 | 1085 |
| 5. Lottomatica Roma    | 14 | 6  | 8 | 1027 | 1044 |
| 6. KK Partizan Belgrad | 14 | 6  | 8 | 1100 | 1093 |
| 7. Cibona Zagreb       | 14 | 6  | 8 | 1133 | 1141 |
| 8. Olimpija Ljubljana  | 14 | 5  | 9 | 1038 | 1124 |

### Gruppe C
| Team                       | Sp | S  | N  | P+   | P-   |
| -------------------------- | -- | -- | -- | ---- | ---- |
| 1. ZSKA Moskau             | 14 | 13 | 1  | 1079 | 912  |
| 2. Winterthur FC Barcelona | 14 | 9  | 5  | 1093 | 1032 |
| 3. Benetton Treviso        | 14 | 8  | 6  | 1021 | 989  |
| 4. EB Pau Orthez           | 14 | 7  | 7  | 1059 | 1070 |
| 5. Aris Thessaloniki       | 14 | 6  | 8  | 971  | 1013 |
| 6. Eldo Napoli             | 14 | 6  | 8  | 1032 | 1093 |
| 7. Fenerbahçe Ülker        | 14 | 5  | 9  | 1044 | 1088 |
| 8. Žalgiris Kaunas         | 14 | 2  | 12 | 1062 | 1164 |

## Zwischenrunde (Top 16)
In der zweiten Phase der Euroleague wurden die verbliebenen 16 Mannschaften in vier Gruppen (D bis G) zu je vier Teams aufgeteilt. Dabei spiegelte sich das Abschneiden aus der Regulären Saison in der Setzliste für die Auslosung wider. Auch in dieser Phase traten die Mannschaften einer jeden Gruppe in Hin- und Rückspielen gegeneinander an. Die zwei besten Teams jeder Gruppe qualifizierten sich dabei für die nächste Runde.

### Gruppe D
| Team                | Sp | S | N | P+  | P-  |
| ------------------- | -- | - | - | --- | --- |
| 1. TAU Ceramica     | 6  | 6 | 0 | 541 | 433 |
| 2. Maccabi Tel Aviv | 6  | 4 | 2 | 463 | 478 |
| 3. Lottomatica Roma | 6  | 1 | 5 | 416 | 468 |
| 4. Pau Orthez       | 6  | 1 | 5 | 470 | 511 |

### Gruppe E
| Team                 | Sp | S | N | P+  | P-  |
| -------------------- | -- | - | - | --- | --- |
| 1. ZSKA Moskau       | 6  | 6 | 0 | 475 | 376 |
| 2. Olympiakos Piräus | 6  | 3 | 3 | 451 | 450 |
| 3. Partizan Belgrad  | 6  | 2 | 4 | 432 | 474 |
| 4. Joventut Badalona | 6  | 1 | 5 | 407 | 465 |

### Gruppe F
| Team                   | Sp | S | N | P+  | P-  |
| ---------------------- | -- | - | - | --- | --- |
| 1. Panathinaikos Athen | 6  | 5 | 1 | 501 | 428 |
| 2. FC Barcelona        | 6  | 4 | 2 | 498 | 455 |
| 3. Efes Pilsen         | 6  | 2 | 4 | 416 | 458 |
| 4. Prokom Trefl Sopot  | 6  | 1 | 5 | 404 | 478 |

### Gruppe G
| Team                 | Sp | S | N | P+  | P-  |
| -------------------- | -- | - | - | --- | --- |
| 1. Unicaja Málaga    | 6  | 4 | 2 | 448 | 442 |
| 2. Dynamo Moskau     | 6  | 4 | 2 | 428 | 435 |
| 3. Benetton Treviso  | 6  | 3 | 3 | 439 | 428 |
| 4. Aris Thessaloniki | 6  | 1 | 5 | 451 | 461 |

## Playoffs
In einem Modus „Best of Three“ traten die verbliebenen acht Teams in vier Mannschaftsbegegnungen gegeneinander an. Die Gruppenersten aus der zweiten Phase genossen dabei bei einem eventuell benötigten dritten Entscheidungsspiel Heimrecht. Die vier Mannschaften, welche diese Duelle für sich entscheiden konnten, qualifizierten sich für das Final-4-Turnier.
Die Viertelfinalspiele fanden zwischen dem 3. und 12. April 2007 statt.
| Paarung             | Paarung | Paarung           | 1. Spiel | 2. Spiel | 3. Spiel |
| TAU Ceramica        | -       | Olympiakos Piräus | 84:59    | 95:89    |          |
| ZSKA Moskau         | -       | Maccabi Tel Aviv  | 80:58    | 56:68    | 92:71    |
| Panathinaikos Athen | -       | Dynamo Moskau     | 80:58    | 73:65    |          |
| Unicaja Málaga      | -       | FC Barcelona      | 91:75    | 58:80    | 67:64    |

## Final Four Turnier
In einem Turnier das zwischen dem 4. und 6. Mai 2007 ausgetragen wurde, traten je zwei Mannschaften in Halbfinals gegeneinander an. Die Sieger qualifizierten sich für das Finale aus dem der Sieger der EuroLeague hervorging.

### Halbfinale
Die Halbfinalspiele fanden am 4. Mai 2007 statt.
| Paarung      | Paarung | Paarung             | Ergebnis |
| TAU Ceramica | -       | Panathinaikos Athen | 53:67    |
| ZSKA Moskau  | -       | Unicaja Málaga      | 62:50    |

### Spiel um Platz 3
Das Spiel fand am 6. Mai statt.
| Paarung      | Paarung | Paarung        | Ergebnis |
| TAU Ceramica | -       | Unicaja Málaga | 74:76    |

### Finale
Das EuroLeague Finale fand am 6. Mai 2007 in der Olympiahalle in Athen, statt.
| Paarung             | Panathinaikos Athen – ZSKA Moskau |
| Ergebnis            | 93:91 |
| Datum               | 6. Mai 2007 |
| Zuschauer           | 18.363 |
| Stadion             | Olympiahalle, Athen |
| Schiedsrichter      | Ilija Belosevic, Luigi Lamonica, Juan Carlos Mitjana |
| Panathinaikos Athen | Fragiskos Alvertis, Tony Delk, Sani Bečirovič 6 Punkte, Michael Batiste 12, Ramūnas Šiškauskas 20, Nikolaos Chatzivrettas 10, Dimosthenis Dikoudis 2, Konstantinos Tsartsaris, Dimitrios Diamantidis 15, Dejan Tomašević 16, Miloš Vujanić 12 Trainer: Željko Obradović |
| ZSKA Moskau         | Theodoros Papaloukas 23, Matjaž Smodiš 18, J. R. Holden 11, Sachar Paschutin, David Andersen 4, Alexei Sawrasenko 4, Óscar Torres 9, Anton Ponkraschow, Trajan Langdon 16, Tomas van den Spiegel 6 Trainer: Ettore Messina                                              |

## Auszeichnungen

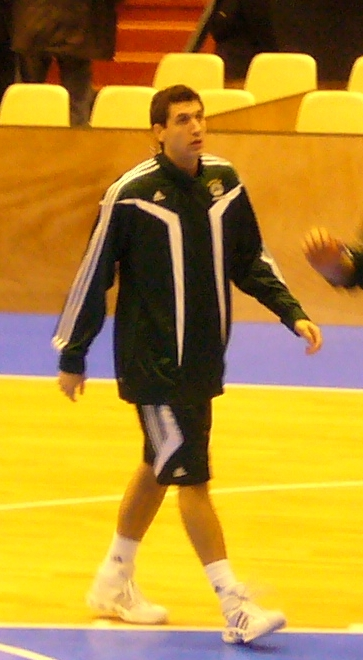
Final Four MVP und bester Verteidiger: Dimitrios Diamantidis

### MVP der Euroleague Saison 2006–2007
- Theodoros Papaloukas (ZSKA Moskau)

### Final Four MVP
- Dimitrios Diamantidis (Panathinaikos Athen)

### All Euroleague First Team 2006–2007
- Dimitrios Diamantidis (Panathinaikos Athen)
- Juan Carlos Navarro (Winterthur Barcelona)
- Trajan Langdon (ZSKA Moskau)
- Luis Scola (TAU Ceramica)
- Nikola Vujčić (Maccabi Tel Aviv)

### All Euroleague Second Team 2006–2007
- Pablo Prigioni (TAU Ceramica)
- Igor Rakočević (TAU Ceramica)
- Ramūnas Šiškauskas (Panathinaikos Athen)
- Matjaž Smodiš (ZSKA Moskau)
- Lazaros Papadopoulos (Dynamo Moskau)

### Bester Verteidiger

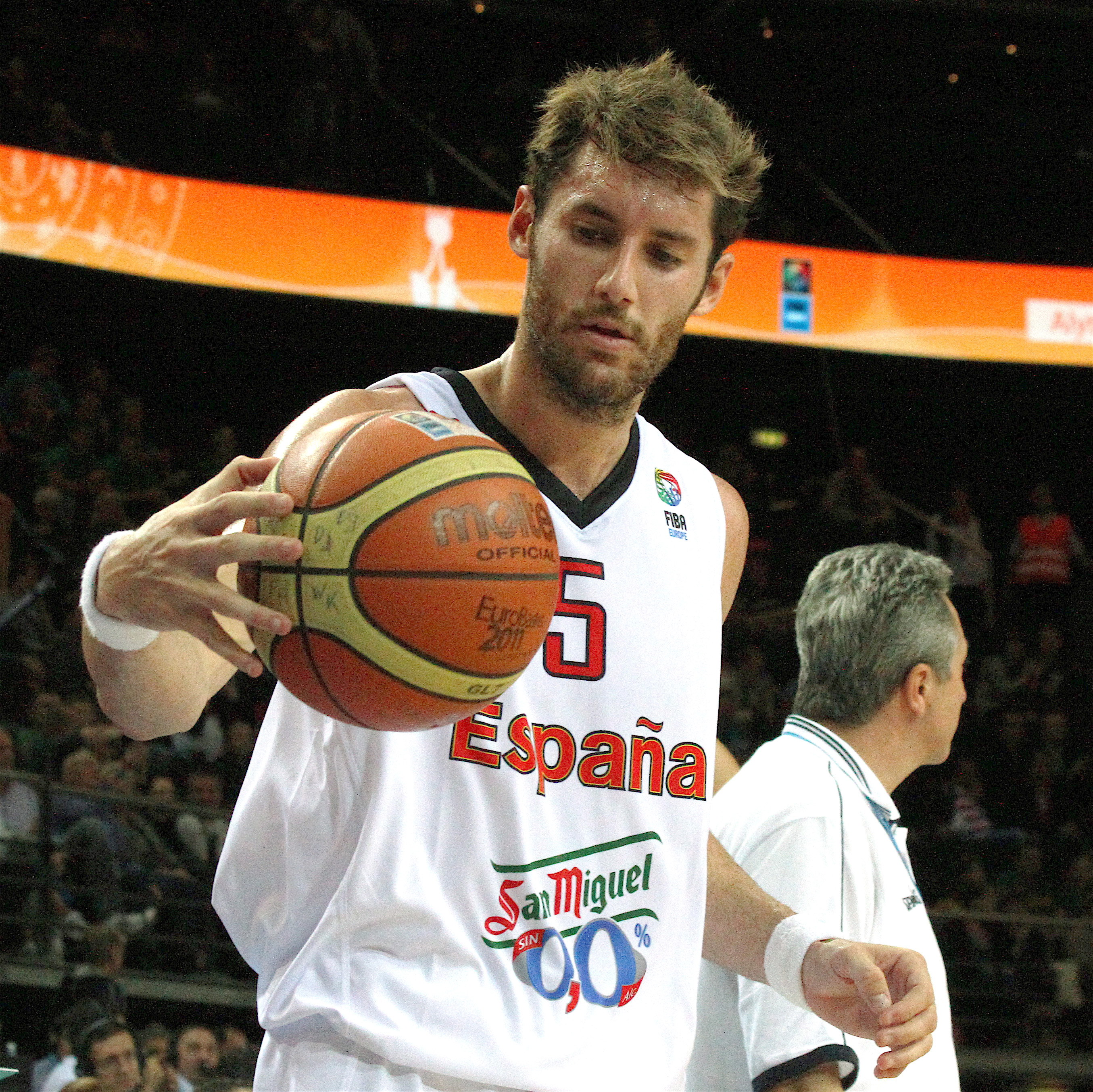
Rising Star: Rudy Fernández

- Dimitrios Diamantidis (Panathinaikos Athen)

### Rising Star Trophy
- Rudy Fernández (DKV Joventut Badalona)

### Alphonso Ford Top Scorer Trophy
- Igor Rakočević (TAU Cerámica)

### Trainer des Jahres (Alexander Gomelski Trophy)
- Željko Obradović (Panathinaikos Athen)

### Club Executive of the Year
- Juan Manuel Rodríguez (Unicaja Málaga)

### MVP des Monats
- November:  Michael Batiste (Panathinaikos)
- Dezember:  Luis Scola (TAU Ceramica)
- Januar:  Lazaros Papadopoulos (MBK Dynamo)
- Februar:  Matjaž Smodiš (ZSKA Moskau)
- März:  Daniel Santiago (Unicaja Málaga)
- April:  Ramūnas Šiškauskas (Panathinaikos)